# A Mind Forever Voyaging
A Mind Forever Voyaging ist ein von Steve Meretzky geschriebenes Textadventure der Firma Infocom aus dem Jahr 1985. Das Spiel sieht sich in der Tradition dystopischer Romane wie etwa Aldous Huxleys Schöne neue Welt und George Orwells 1984.

## Handlung
Es ist das Jahr 2031 in den Vereinigten Staaten von Nordamerika (USNA). Die Wirtschaft stagniert, die Zahl der Arbeitslosen explodiert. Die Kriminalität beherrscht die Straßen und die Schulen. Die rechtsgerichtete Regierung entwickelt eine langfristige politische Strategie, den Plan for Renewed National Purpose, der in einer Computersimulation getestet werden soll. Die Computertechniker Dr. Abraham Perelman und Dr. Aseejh Randu erschaffen einen Computer, der Informationen wie ein menschliches Gehirn aufnimmt und speichert, und nennen ihn PRISM. Die Wissenschaftler geben PRISM eine menschliche Identität namens Perry Simm. Damit Perry Simm authentisch wie ein Mensch agiert, lassen die Wissenschaftler ihn eine simulierte Kindheit und Jugend in der fiktiven Durchschnittstadt Rockvil durchlaufen. Nach 20 Jahren simulierten Lebens wird er mit der Aufgabe konfrontiert, für die er geschaffen wurde. Zu Beginn des Spiels weiß Perry Simm nicht, dass er kein Mensch ist, bis sein Erschaffer Dr. Abraham Perelman ihm die Hintergründe seiner Existenz offenbart. Dr. Perelman erklärt ihm, dass er geschaffen wurde, um die zukünftigen Auswirkungen des neuen politischen Konzepts in einer simulierten Zukunft zu beobachten und den Wissenschaftlern über seine Alltagserfahrungen in dieser Simulation zu berichten. Die Simulation im Spiel ist in verschiedene Zeitabschnitte eingeteilt: Zehn, 20, 30, 40 und 50 Jahre in der Zukunft. Anfangs scheint das neue politische Konzept zu funktionieren, doch in den späteren Simulationen zeigt sich, dass es fatale Konsequenzen haben würde, falls es adaptiert werden sollte. Nun gilt es, den Plan zu stoppen, bevor PRISM von dessen Lobbyisten abgeschaltet werden kann.

## Spielprinzip und Technik

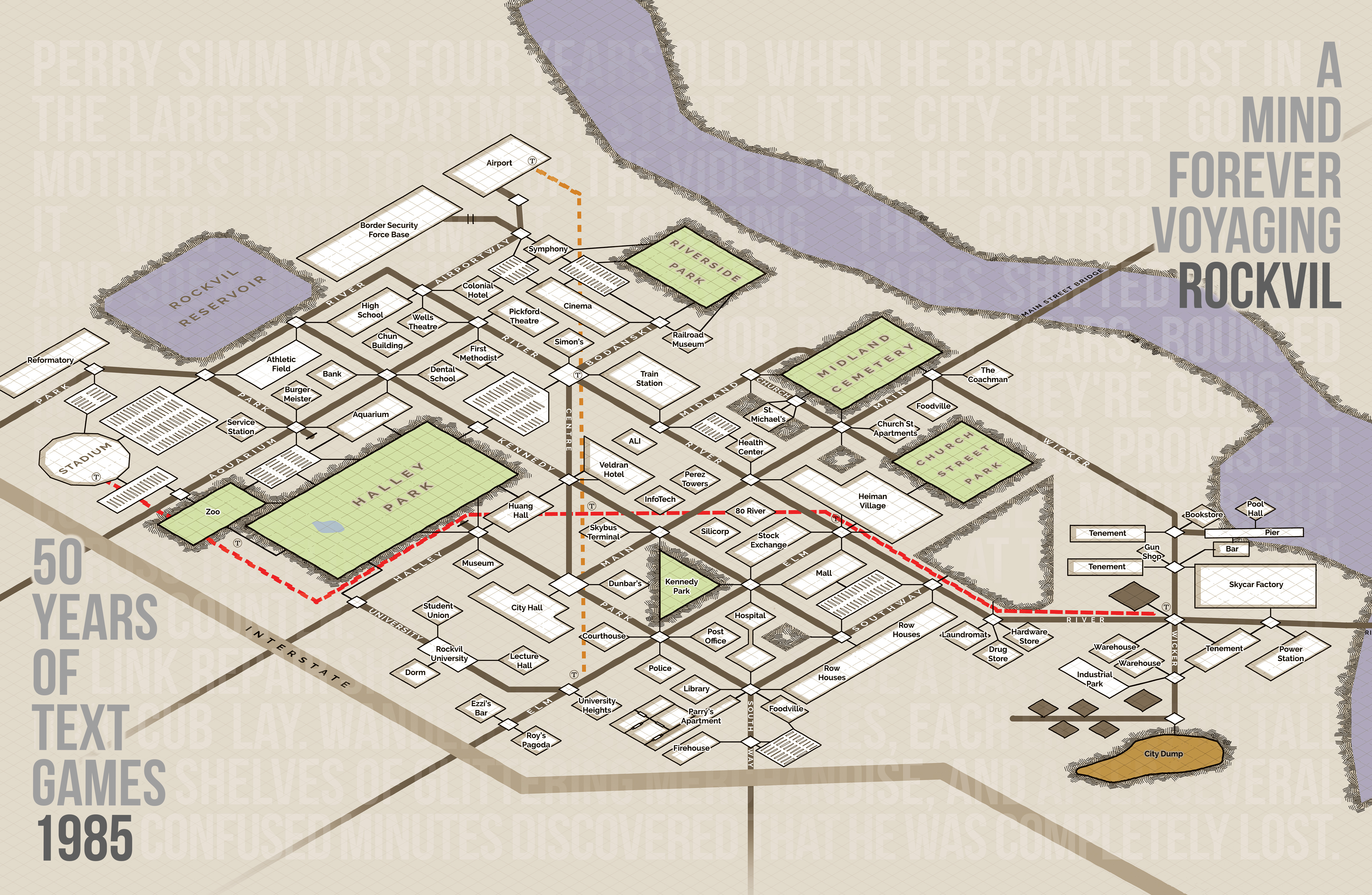
Spielwelt

A Mind Forever Voyaging ist ein Textadventure, das heißt, Umgebung und Geschehnisse werden als Bildschirmtext ausgegeben und die Visualisierung obliegt zum größten Teil der Fantasie des Spielers. Die Steuerung der Spielfigur erfolgt über Befehle, die der Spieler mittels der Tastatur eingibt und die von einem Parser abgearbeitet werden. Die Befehle sind in natürlicher Sprache gehalten und lassen den Spielcharakter mit seiner Umwelt interagieren. Der Spieler kann sich so durch die Spielwelt bewegen, Gegenstände finden, sie auf die Umgebung oder andere Gegenstände anwenden und mit NPCs kommunizieren. Mit fortschreitendem Handlungsverlauf werden weitere Orte der Spielwelt freigeschaltet.
Formell ist A Mind Forever Voyaging in drei Teile unterteilt, denen jeweils ein Epigraph vorangestellt ist, was den literarischen Anspruch des Spiels unterstreichen soll.

## Produktionsnotizen
1985 war Infocom durch die teure Entwicklung eines kaum verkäuflichen Datenbankprogramms (Cornerstone) in finanziellen Schwierigkeiten. Steve Meretzky hatte mit dem sehr erfolgreichen The Hitchhiker’s Guide to the Galaxy viel zur temporären Rettung der Firma beigetragen und konnte es sich deshalb erlauben, ein Projekt nach eigenem Geschmack anzugehen, statt zum Beispiel einen Nachfolger zu einem erfolgreichen Spiel zu schreiben. Bis zu diesem Zeitpunkt hatte Meretzky ausschließlich humoristische Spiele geschrieben, hatte aber insgeheim den Wunsch, etwas Anspruchsvolleres zu produzieren. Der Auslöser für A Mind Forever Voyaging war der erdrutschartige Sieg Ronald Reagans bei der US-Präsidentenwahl 1984, bei der Reagan gegen Walter Mondale in 49 von 50 Bundesstaaten gewann. Meretzky beschloss, ein Spiel zu schreiben, dass zwar in der Zukunft spielte, aber eine Parabel über die US-amerikanische Regierung unter Reagan werden sollte.

“I wanted to show people what a war-mongering, Christian-Right-pandering, environment-trashing, rights-trampling asshole Reagan was.”

Der Titel des Spiels und der Name „PRISM“ beziehen sich auf den Abschnitt aus William Wordsworths autobiographischem Gedicht The Prelude, in dem dieser den Blick auf die Statue Isaac Newtons zu seiner Studienzeit an der University of Cambridge beschreibt:
And from my pillow, looking forth by light

Of moon or favouring stars, I could behold

The antechapel where the statue stood

Of Newton with his prism and silent face,

The marble index of a mind for ever

Voyaging through strange seas of Thought, alone.
Beworben wurde das Spiel als Computerspiel-Äquivalent zu dystopischen Romanen wie Aldous Huxleys Schöne neue Welt und George Orwells 1984. Für das Spiel gewann Meretzky als erster Spieleprogrammierer überhaupt einen Preis der amerikanischen Vereinigung der Science-Fiction-Autoren. Kommerziell war A Mind Forever Voyaging ein Misserfolg, was auch daran lag, dass das Spiel die 64-Kilobyte-Speichergrenze der ursprünglichen Infocomn-Spiel-Engine sprengte und deshalb auf diversen älteren, aber zum Erscheinenszeitpunkt noch weit verbreiteten Heimcomputern (wie dem Commodore 64) nicht lauffähig war.

## Rezeption
Das Fachmagazin SPAG stellte 1995 fest, dass A Mind Forever Voyaging bis zum dritten Spielabschnitt mehr eine „Erfahrung“ als ein Spiel sei in dem Sinne, dass es in den ersten Spielabschnitten kaum Puzzles gäbe. Für Puzzle-orientierte Spieler sei das Spiel mithin streckenweise langweilig, außerdem sei das Szenario im Detail unglaubwürdig, weil die Zukunftsprognosen zu detailliert seien und die Datenerhebung durch Aussendung einer KI in eine Simulation unplausibel sei. Insgesamt gehöre A Mind Forever Voyaging aber zur Top Drei der ernsthaften Spiele von Infocom.
Der Englischprofessor an der University of Massachusetts Lowell Brendan Desilets bezeichnete A Mind Forever Voyaging 1999 im Rahmen einer Analyse computerbasierter Literatur als „ernsthafte Science-Fiction-Literatur, das viele Leser als eines der besten Interactive-Fiction-Werke (bewerteten), das bisher geschrieben worden“ sei. Nick Montfort, Professor für digitale Medien am MIT, stellte 2003 heraus, dass A Mind Forever Voyaging das erste Adventure gewesen sei, in dem der Spieler keine Rolle eines menschlichen Protagonisten einnehme. Zusätzlich sei der Spielercharakter erstmals mit einer reichhaltigen Hintergrundgeschichte ausgestattet, die sich aus den dem Spiel beiliegenden Materialien ergebe. Montfort bezeichnete A Mind Forever Voyaging als „eines der Top-Computerspiele“ und wertete, es sei einer der herausragenden Titel im Bereich Computerliteratur.